# Rukavac
Rukavac je malá vesnička a přímořské letovisko v Chorvatsku ve Splitsko-dalmatské župě, nacházející se na jihovýchodě ostrova Vis, spadající pod opčinu města Vis. V roce 2011 zde žilo 66 obyvatel.
Sousedními vesnicemi jsou Podselje, Podstražje a Plisko Polje.